# Stach Wichura
Stach Wichura. Powieść historyczna z r. 1848 – powieść Macieja Wierzbińskiego, wydana po raz pierwszy w 1920 r. nakładem Księgarni św. Wojciecha w Poznaniu, opisuje autentyczne zdarzenia powstania poznańskiego wiosną 1848 r. Tytułowy bohater jest z pochodzenia chłopem, który dzięki splotowi okoliczności ukończył poznańskie Gimnazjum św. Marii Magdaleny. Jest wyborowym strzelcem i bierze aktywny udział w powstaniu. Kulminacją powieści jest bitwa o Książ stoczona 29 kwietnia 1848. Epilog opowiada historię kolejnej bitwy powstańczej – pod Miłosławiem 30 kwietnia 1848. Okładka i 5 ilustracji wewnętrznych autorstwa prof. S. Sawiczewskiego.

## Czas i miejsce akcji
Akcja rozgrywa się w Wielkim Księstwie Poznańskim od 1 lutego do maja 1848, choć w retrospektywie cofa się do wydarzeń z roku 1846, kiedy to policja pruska udaremniła spisek powstańczy pod przywództwem Ludwika Mierosławskiego. Wypadki opisane w powieści są zgodne z prawdą historyczną, z drobnymi wyjątkami. Pisarz oparł się m.in. na pamiętnikach Ludwika Mierosławskiego, Jędrzeja Moraczewskiego i Józefa Bonawentury Garczyńskiego. Korzystał z prasy codziennej i broszur wydawanych przed i w okresie powstania poznańskiego.

## Bohaterowie
Stach Wichura to najprawdopodobniej postać fikcyjna. Podobnie jak jego najbliższy przyjaciel – szlachcic Rafał Węgierski, syn dziedzica pobliskiego majątku. Obaj kończą Gimnazjum Sanctam Mariam Magdalenam w Poznaniu, obaj w 1845 r. przystępują do spisku, którego celem była organizacja powstania zbrojnego przeciwko Prusom w Wielkim Księstwie Poznańskim, obaj wreszcie walczą w powstaniu poznańskim, broniąc obozu wojsk polskich w Książu. Stach Wichura ginie w tej bitwie, Rafał, ciężko ranny, przeżyje.
Poza tytułowym bohaterem i kilkoma postaciami drugiego planu, większość postaci w książce to osoby prawdziwe w swoich prawdziwych w powstaniu rolach – przywódcy, żołnierze, kosynierzy, księża, lekarze i pielęgniarki-wolontariuszki – nazwiska w Wielkopolsce znane. W akcji powieści uczestniczą m.in.: Ludwik Mierosławski, Karol Libelt, Seweryn Mielżyński, Jakub Krotowski-Krauthofer – przywódcy powstania, major Florian Dąbrowski, Józef Czapski, Leon Smitkowski, Hipolit Cukrowicz – żołnierze i obrońcy Książa, ksiądz Hilary Koszutski – ksiąski kapelan obozowy, Jan Mittelstaedt – przywódca oddziału kosynierów. Pośrednio autor angażuje: Emilię Sczaniecką i doktora Teodora Mateckiego, jako udzielających pomocy rannym powstańcom. Po stronie pruskiej m.in. pojawiają się: generał von Colomb – naczelny dowódca wojsk pruskich, Heinrich von Brandt – dowódca w bitwie o Książ.
Ciekawym jest wprowadzenie autentycznej postaci majora Mikołaja Dobrzyckiego – bohatera wojen napoleońskich i powstania listopadowego, którego losy autor splata z losami tytułowego Stacha Wichury. Major Dobrzycki, już jako starzec, bierze udział w powstaniu poznańskim, prowadząc oddział kosynierów. Faktycznie ginie 5 maja 1848 r., broniąc mostu w Obornikach. W powieści, by uczynić zadość wymogom konstrukcyjnym, pisarz każe mu zginąć jeszcze przed bitwą o Książ. Jest to jedyna nieścisłość historyczna.

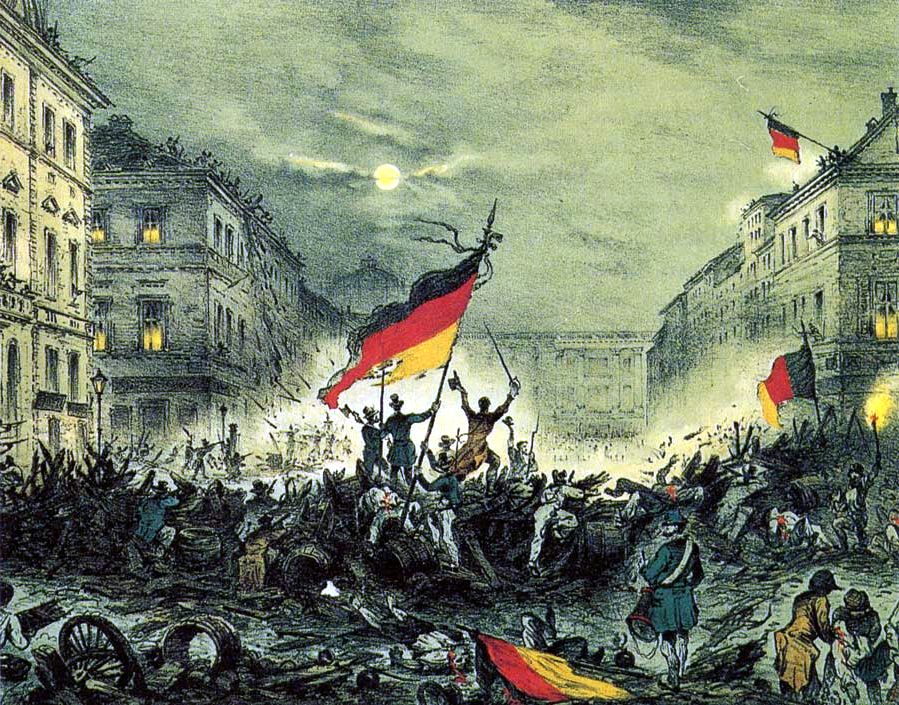
Rewolucja w Berlinie, marzec 1848

## Inspiracje
W powieści i w postaci Stacha Wichury można doszukać się fascynacji pisarza insurekcją kościuszkowską, bitwą pod Racławicami i jej bohaterem Wojciechem Bartoszem Głowackim. Wichura, podobnie jak Bartosz, jest odważnym chłopem i podobnie jak tamten zostaje nobilitowany. W samym nazwisku można się doszukać analogii do Stacha Świstackiego – drugiego chłopskiego bohatera spod Racławic.

## Recepcja powieści
Stach Wichura. Powieść historyczna z r. 1848 został wydany nakładem Księgarni św. Wojciecha w Poznaniu w 1920 w nakładzie 5 tys. egzemplarzy. Drugie wydanie książki ukazało się w 1924 w nakładzie 3 tys., a trzecie w 1926 w nakładzie 5 tys. egzemplarzy.
W latach 20. XX w. (dokładna data nie jest znana) jedną z głównych ulic w Książu Wielkopolskim nazwano imieniem Stacha Wichury. Przy ulicy tej mieści się obecnie m.in. Urząd Miejski, szkoła podstawowa, gimnazjum i posterunek policji.